# 坂本櫻
坂本 櫻（さかもと さくら ）は、日本のシンガーソングライター、作詞家、作曲家。長崎県出身。

## 来歴

### 生い立ち
4歳からピアノを始める。自然豊かな故郷で、河童のように自然に触れながら感性を育てたと語っている。学生時代は吹奏楽部でパーカッションやクラリネットなどの演奏経験があり、現在ではピアノ以外にギターも必要に応じて演奏したりサンプリングしたりする。

### 人物
幼いころから歌を作るのが好きで、自分が将来、作曲家になることを信じて疑わなかったという。自分の作る歌が一番好きなためか、特定の音楽ジャンルやアーティストに傾倒することは少なく、一曲一曲の楽曲そのものに魅力を感じて、その都度それを聞いてきたため、誰もが聞いたことのあるようなヒット曲しか知らないと語っている。しかしやがてそれが、自分も、子どもから大人まで誰もが知っていて街中どこでも流れているようなヒット曲を生み出すアーティストになりたいという、現在の坂本自身の、活動の目標につながっていく。
趣味は、漫画を読むこと、ひとりカラオケ、絵を描くこと。特技は作曲、ピアノの演奏。絶対音感を持ち、音楽を耳で聞いて即興でピアノ伴奏を付けるいわゆる「耳コピ」による弾き語りを得意とする。スタジオジブリの映画音楽や、様々なポップスなどを自在にアレンジして弾き語ることができるが、歌詞を覚えるのがあまり得意ではなく、よく歌詞も自在にアレンジしている。
自らの楽曲や詩に合わせて、アーティスティックな写真作品や動画編集も手掛けている。

## 楽曲
「『海』と『空』くらいしか語彙がない」とは本人の談であるが、季節の雨や風の呼び名などの伝統的な日本語を取り入れて曲のタイトルにしたり、日常の風景から心の内面に迫っていったりする手法で聴き手の興味をかき立てつつ、瑞々しい感性を生かした独特の世界観のあるメロディに乗せて歌い上げるオリジナル曲が多い。作詞・作曲の作業が非常に速く、ライブ配信中の１時間程度の間に、リアルタイムでリスナーから寄せられるコメントの言葉をつなぎ合わせて歌詞にまとめたり、続けてその場でメロディをつけたりすることもある。2020年5月には毎日1曲ずつ作詞・作曲をして31曲、同10月には5日間で10曲(つまり1日あたり2曲)を書き上げたこともある。また翌2021年2月にも毎日1曲ずつ作詞・作曲をして27曲を書き上げている。
ワンマンライブやミニライブ当日には、「今朝作りました」「リハが終わってから作りました」というまったくの新曲を披露することがよくある。そういった曲は粗削りではあるものの、彼女の「今」の感性と、天性の創作スピードをリアルタイムで感じられる、坂本櫻ならではのライブ名物ともいえるパフォーマンスの一つとなっている。また、その際「もうメロディを忘れた」とスマートフォンのボイスメモを聴き直すのも恒例となりつつあるが、これは新曲に限らず彼女が作曲時に楽譜をまったく書かないことに起因する。
ライブ中には譜面台にスケッチブックやスマートフォンを置いているが、そこに書かれているのは常に歌詞だけであり、何年も弾き続けている曲であっても、基本的にメロディとピアノ伴奏は本人の記憶にあるのみである。にも拘わらず、弾く度に前奏・後奏やメロディが変わっていくというようなことはなく、意図的にアレンジするとき以外は安定した曲になっている。一方で、あまりにも多作であるため、作曲後に歌う頻度が少なかった歌については、歌詞を見てもメロディがすぐには思い出せなくなってしまっていることも少なくない。最近はライブでバンド編成を取り入れたり共演者と演奏したりすることが増えたために、楽譜を書くことが増えている。
ピアノの弾き語りの印象が強いが、DTMも自在に使いこなす。雨音や雷鳴などの自然の音を録音して曲の素材として取り入れたり、自ら演奏するギターの音も録音したりして、完成度の高い音源データを一人で作り上げることができる。
一方で、2023年頃からは、音楽活動を通してより多くのアーティストらと繋がることを意識するようになり、ライブや楽曲制作では編曲をアレンジャーに依頼することを積極的に行って、より音楽性を拡げている。
2025年1月現在、インターネット上に、17曲のオリジナル曲のミュージックビデオ（うち3曲はリリックビデオ）が公開されている。また、その他のSNSや音楽系サイトなどにも、非常に多くのオリジナル曲の断片的な動画が発表されている。

## 音楽活動

### ライブ配信
上京して個人での音楽活動を本格的に始めた直後に、世界的に新型コロナウイルスが猛威を奮う時期となり、首都圏のライブハウスなどでの活動が困難であったことと、本人が元来、比較的あがり症でもあったことから、初期の活動はライブ配信が大きなウェイトを占めていた。
本人としてはいわゆる「ライバー（配信者）」という意識ではなく、あくまでも「シンガーソングライターの弾き語りライブのネット配信」というスタンスを一貫して保っており、各配信プラットフォームなどのキャンペーンやランキングなどにはほとんど関心をもたない。しかし一方で、本人のライブ配信を見ると一目瞭然であるように、いわゆる「おしゃべりモンスター」であり、気が付くと配信時間１時間のうち弾き語りは１～２曲だったということも珍しくない。またそのおしゃべりを生かしてラジオ番組風に内容を構成したり、作詞作曲の様子をドキュメンタリー風に見せたりするなど、自身も楽しみながら様々な工夫を凝らして、いくつものプラットフォームで地道にファンを獲得している。
現在でも、音源制作に集中する時期以外には、月末から月初めへ切り替わる深夜の『月跨ぎ配信』や年末年始などの『カウントダウン配信』など、機会をみてはライブ配信も行っている。

### リアル（現場）でのライブ
コロナ禍が本格化する前と、国内で沈静化して以降は、小規模なライブカフェでのミニライブや、中規模のライブハウスでのブッキングライブなど、実際に観客の前で弾き語りをするライブにも積極的に取り組んでいる。
また、活動の当初から、千葉県柏市などでの路上ライブや、首都圏のストリートピアノでの演奏も行っていたが、オーディションやライブ本番で緊張してあがってしまうことが多かったこともあって、度胸をつけるためと称して、2022年の４月ころからは、新宿や秋葉原の駅前、首都圏の商業施設などで、路上ライブを熱心に行っていた。ただし、暑さや寒さに弱いため、真夏と真冬は路上ライブを行わないと決めているようである。

### ワンマンライブ
コロナ禍が落ち着いてきて、多くのライブハウスなどが人数制限を元に戻してきた時期を機会に、代官山「晴れたら空に豆まいて」にて、ワンマンライブ開催に漕ぎつけた。
・１stワンマンライブ『initial』（2022年11月21日）
・２ndワンマンライブ『回遊』(2023年 6月25日）
・３rdワンマンライブ『燦々』（2023年11月22日）
と、順調に入場者数・配信参加者数を増やして、ファン層も広げている。１stの『initial』は各方面で著名アーティストのサポートメンバーとして活躍する先輩音楽家らをバンドメンバーに迎えた豪華バンド型式、２ndの『回遊』は活動を開始してからの数年で交流を深めた同世代の新進アーティストらとのコラボレーションを重ねたステージ、そして３rdの『燦々』は１stのバンドメンバーがほぼ再集結して、より座長らしさを増した坂本が見事にリードしたステージとなった。

### ホールライブ
３rdワンマンライブのＭＣの中で、渋谷区文化総合センター大和田４階 さくらホール にて、初のホールライブを開催することを発表した。
・１stホールライブ『organic』（2024年8月30日）
バンドや他のアーティストとのコラボレーションは取り入れず、グランドピアノの弾き語りのみというシンプルな構成で、坂本の楽曲の本質的な魅力をじっくり楽しむライブとなった。

### ストリートピアノ
これまで上記３回のワンマンライブ開催にあたり、『ライブ配信も含めたチケット購入者を４７都道府県全てから集める』という企画を毎回行ってきている。そのうちの２ndワンマンライブのチケット販売期間中に「今回も全国から参加してもらえたら、『お礼参り』として４７都道府県全てでストリートピアノを弾き語りする旅に出る」と宣言をして、見事販売目標を達成したことから、北海道から沖縄県までの全ての都道府県で少なくとも１箇所ずつ、ストリートピアノやインストアライブ（鳥取県）、野外フェス（岐阜県）などで弾き語りの演奏をするという一人旅を決行した。これによって、首都圏外のファンなどとも初めて触れ合う機会を得て、より広い地域での人気を確かなものにした。
ただし、ストリートピアノの設置・管理者の多くは、通常、歌唱や他の楽器との合奏、マイクやスピーカーなどの音響機器を設置しての演奏を禁止しており、坂本は事前に管理者に連絡を取って、特別に許可を得て弾き語りを行っている。（許可が得られなかった場合は歌唱なしの演奏のみとしている）
また、2024年元日に発生した能登半島地震の復興支援チャリティー企画として、同年3月10日にスタインウェイ・ジャパン株式会社の主催によって東京タワーで開催されたスタインウェイピアノを用いたストリートピアノコンテストでは、オリジナル曲の弾き語りながら第３位を獲得し、他の出演者らと共に復興支援への協力を呼び掛けた。

### タイアップ
本人はスタジオジブリのアニメーション映画の主題歌・挿入歌などに憧れがあり、また漫画ファンでもあることから、映画やアニメーション作品の主題歌を制作・歌唱することを熱望している。現在までにも、各方面からのいくつかの作品や企画などが、タイアップによって坂本櫻の音楽の世界観を取り入れている。
2025年1月13日　スマートフォン/PC向けゲーム『メメントモリ』の新キャラクター「アルトリア」のラメント（『哀歌』の意で、当ゲームにおける各キャラクター固有のテーマ曲群）である『Warrior (Radio Edit)』の歌唱を担当することが発表された。（同キャラクターのゲームへの実装は同年1月15日から）
※『はじまり』はこのタイアップのための書き下ろし曲で音源未発表
※『不可逆的トートロジー』はnomadowaによる楽曲（ボーカルとして参加）
※『おはよう、私』はJagaによる楽曲（編曲・ボーカルとして参加）
※『Warrior(Radio Edit)』にはボーカルとして抜擢
| タイアップ内容                                                                                                  | タイアップ曲         | 閲覧ページ                                                                          |
| --- | -------------------- | ----------------------------------------------------------------------------------- |
| 絵本『あたりまえ？』作・飛田鞠 テーマ曲                                                                         | はじまり             | 絵本『あたりまえ？』                                                                |
| 舞台『揺り籠で眠るキミへ』ナナマルキカク エンディング曲                                                         | Gray Border          | 揺り籠で眠るキミヘ PV -Ａteam- ver                                                  |
| featuring曲『不可逆的トートロジー』nomadowa                                                                     | 不可逆的トートロジー | 不可逆的トートロジー（feat.坂本 櫻）                                                |
| 東放学園映画専門学校卒業制作作品                                                                                | アオハル。           | 「アオハル。」MV 【東放学園映画専門学校/プロモーション映像科 2023年度卒業制作作品】 |
| OH...COMM（おはDAOコミュニティ） 音楽・小説『おはよう、私』                                                     | おはよう、私         | 『おはよう、私』うた 坂本櫻 /詞・曲 Jaga /小説 さち                                 |
| スマートフォン/PC向けゲーム『メメントモリ』 （バンク・オブ・イノベーション） キャラクター「アルトリア」テーマ曲 | Warrior(Radio Edit)  | 【MV】Warrior (Radio Edit)（Song by 坂本櫻）(フル音源Ver.)【メメントモリ】          |

## 作品

### ミュージックビデオ
2020年4月1日に、後々「シンガーソングライター坂本櫻の原点」と自他ともに称するバラードの名曲『アンダーグラウンド』と、坂本櫻という名前と甘く透き通る歌声のイメージに沿ったまさにフラグシップナンバーとも言うべき『ピンクサイダー』の２曲のミュージックビデオが本人のYoutubeチャンネルで同時公開された。そのうち『アンダーグラウンド』は都内ライブカフェでのピアノ弾き語り一発撮り、もう一方の『ピンクサイダー』は海辺の丘にアンティークピアノを設置してドローン撮影も取り入れた屋外ロケとスタジオ撮影とを組み合わせた本格的な映像作品となっており、坂本の多彩な音楽世界の広がりを見事に好対照で表したリリースとなった。
その後も様々な曲に合わせたミュージックビデオを発表しているが、そのほとんどは本人と友人らによる撮影や編集によるものであり、動画中のイラストや最終的な編集はほぼすべて坂本本人が手掛けている。（ただし『アオハル。』ではメインの人物のイラストを旧知のイラストレーターに依頼し、動画編集も本人ではない）
| No． | 公開日         | タイトル                 | 閲覧ページ                                     | 備考 |
| ---- | -------------- | ------------------------ | ---------------------------------------------- | ---- |
| 1    | 2020年4月1日   | アンダーグラウンド       | 坂本櫻 - アンダーグラウンド【Music Video】     | -    |
| 2    | 2020年4月1日   | ピンクサイダー           | 坂本櫻 - ピンクサイダー【Music Video】         | -    |
| 3    | 2021年9月1日   | 水流のオーケストラ       | 坂本櫻 - 水流のオーケストラ【Music Video】     | -    |
| 4    | 2021年11月1日  | irodori                  | 坂本櫻 - irodori 【Music Video】               | -    |
| 5    | 2021年11月26日 | 炊き込みごはんに失敗した | 坂本櫻 - 炊き込みご飯に失敗した【Lyric Video】 | -    |
| 6    | 2022年2月16日  | a piece of cake          | 坂本櫻 - a piece of cake【Lyric Video】        | -    |
| 7    | 2022年7月10日  | 花心                     | 坂本櫻 - 花心【Music Video】                   | -    |
| 8    | 2023年1月30日  | Gray Border              | 坂本櫻 - Gray Border【Lyric Video】            | -    |
| 9    | 2023年4月12日  | アオハル。               | 坂本櫻 - アオハル。【Music Video】             | -    |
| 10   | 2023年8月20日  | 翠雨                     | 坂本櫻 - 翠雨【Music Video】                   | -    |
| 11   | 2023年11月21日 | わ                       | 坂本櫻 - わ【Music Video】                     | -    |
| 12   | 2023年12月31日 | Illumination             | 坂本櫻 - Illumination【Music Video】           | -    |
| 13   | 2024年4月20日  | 泡                       | 坂本櫻 - 泡【Music Video】                     | -    |
| 14   | 2024年5月1日   | 時を覗きこんで           | 坂本櫻 - 時を覗きこんで【Music Video】         | -    |
| 15   | 2024年6月1日   | 透明                     | 坂本櫻 - 透明【Music Video】                   | -    |
| 16   | 2024年6月16日  | 衣替え                   | 坂本櫻 - 衣替え【Music Video】                 | -    |
| 17   | 2024年12月18日 | 落葉                     | 坂本櫻 - 落葉【Music Video】                   | -    |

### 配信限定ミニアルバム
- 2021年6月、待望のファーストミニアルバム『Breathing』をリリースした。

| No． | 配信日        | タイトル  | 閲覧ページ                                   | 備考 |
| ---- | ------------- | --------- | -------------------------------------------- | ---- |
| 1st  | 2021年6月24日 | Breathing | 【ファーストミニアルバム】Breathing / 坂本櫻 | -    |

### 配信限定シングル
- 2021年8月、以前からMVで発表されていた『ピンクサイダー』『アンダーグラウンド』のデジタル音源を相次いでリリースした。次いで同年11月、MVの発表と前後しながら『irodori』と『炊き込みごはんに失敗した』をリリースした。2022年以降も、『a piece of cake』、『花心』と、様々なスタイルの曲を精力的にリリースし続けている。
- 2023年は更に積極的にリリースを行い、春の『アオハル。』、夏の『翠雨』、秋の『わ』、そして冬の『Illumination』と、シーズンごとに作品を順次発表した。
- 2024年４月には、『泡』『時を覗きこんで』『透明』『衣替え』と、ひと月に４曲という驚異的なペースで新曲をリリースした。
- ミュージックビデオが公開されている曲で、シングルとしてリリースされていない『水流のオーケストラ』と『Gray Border』の２曲は、ミニアルバム『Breathing』に収録してのリリースとなっている。

| No． | 配信日         | タイトル                 | 備考 |
| ---- | -------------- | ------------------------ | ---- |
| 1st  | 2021年8月10日  | ピンクサイダー           | -    |
| 2nd  | 2021年8月22日  | アンダーグラウンド       | -    |
| 3rd  | 2021年11月4日  | irodori                  | -    |
| 4th  | 2021年11月23日 | 炊き込みごはんに失敗した | -    |
| 5th  | 2022年2月14日  | a piece of cake          | -    |
| 6th  | 2022年5月31日  | 花心                     | -    |
| 7th  | 2023年4月12日  | アオハル。               | -    |
| 8th  | 2023年8月5日   | 翠雨                     | -    |
| 9th  | 2023年10月22日 | わ                       | -    |
| 10th | 2023年12月13日 | Illumination             | -    |
| 11th | 2024年4月2日   | 泡                       | -    |
| 12th | 2024年4月9日   | 時を覗きこんで           | -    |
| 13th | 2024年4月23日  | 透明                     | -    |
| 14th | 2024年4月30日  | 衣替え                   | -    |
| 15th | 2024年12月18日 | 落葉                     | -    |

## 出演
- 「天気の子」と僕ら～RADWIMPS×新海誠～ （2019年 11月4日、NHK）バックコーラスとして
- 第70回NHK紅白歌合戦（2019年12月31日、NHK）RADWIMPS バックコーラスとして